# Hermann Erlenbusch
Hermann Erlenbusch (* 11. Dezember 1890 in Backnang; † 2. November 1976 in Stuttgart) war ein deutscher Maler und Grafiker.

## Leben und Werk
Von 1907 bis 1908 studierte Hermann Erlenbusch an der Kunstgewerbeschule in Stuttgart. 1910 ging er studienhalber an die Kunstakademie Berlin und studierte bei Anton Kolig. Von 1925 bis 1928 studierte er an der Stuttgarter Kunstakademie bei Heinrich Altherr, Hans Spiegel und Anton Kolig. Er nahm im Jahr 1928 an der Ausstellung der Stuttgarter Sezession teil. Von 1928 bis 1931 wirkte er als Assistent von Anton Kolig in Stuttgart.
Hermann Erlenbusch realisierte mehrere öffentliche Aufträge für Wandgemälde, wie beispielsweise die Wandgemälde an und in der alten Stadthalle von Backnang.